# Mate Eterović
Mate Eterović (Spalato, 13 luglio 1984) è un ex calciatore croato, di ruolo attaccante.

## Palmarès

### Individuale
- Capocannoniere del campionato sloveno: 1

2013-2014 (19 gol)